# Villafranca del Bierzo
Villafranca del Bierzo település Spanyolországban, León tartományban. Lakosainak száma 2659 fő (2024).

## Földrajza
Villafranca del Bierzo Vega de Espinareda, Arganza, Cacabelos, Toral de los Vados, Corullón, Trabadelo, Balboa és Cervantes községekkel határos.

## Népesség
A település lakosságának változását az alábbi diagram mutatja:
| Lakosok száma | 3739 | 3729 | 3533 | 3481 | 3463 | 3251 | 3055 | 2899 | 2756 | 2659 |
|               | 2001 | 2004 | 2007 | 2009 | 2012 | 2014 | 2017 | 2019 | 2022 | 2024 |